# جيم ليشمان
جيم ليشمان (بالإنجليزية: Jim Leishman)‏ هو مدرب كرة قدم ولاعب كرة قدم بريطاني في مركز الدفاع، ولد في 15 نوفمبر 1953 في Lochgelly ‏ في المملكة المتحدة. لعب مع دونفرملين أثلتيك ونادي كاودينبيث.